# David Machač
David Machač (* 13. března 1980) je český basketbalista hrající Národní basketbalovou ligu za tým A Plus OHL ŽS Brno BC. Hraje na pozici pivota.
Je vysoký 205 cm, váží 110 kg.

## Kariéra
- 1999–2001 : BK Slavia Kroměříž
- 2001–2005 : Houseři Brno
- 2005–2007 : A Plus OHL ŽS Brno BC

## Statistiky
| Sezóna   | Soutěž      | Odehrané minuty | Průměr na zápas | Body | Průměr na zápas |
| -------- | ----------- | --------------- | --------------- | ---- | --------------- |
| 1999/00  | Mattoni NBL | 473.1           | 13.9            | 156  | 4.6             |
| 2000/01  | Mattoni NBL | 560.3           | 16.5            | 227  | 6.7             |
| 2001/02  | Mattoni NBL | 699.8           | 20.6            | 345  | 10.1            |
| 2002/03  | Mattoni NBL | 752.1           | 22.1            | 368  | 10.8            |
| 2003/04  | Mattoni NBL | 741.8           | 23.9            | 366  | 11.8            |
| 2004/05  | Mattoni NBL | 1003.8          | 31.4            | 482  | 15.1            |
| 2005/06  | Mattoni NBL | 955.6           | 26.5            | 486  | 13.5            |
| 2005/06  | Český pohár | 25.6            | 25.6            | 19   | 19.0            |
| 2006/07* | Mattoni NBL | 446.3           | 22.3            | 206  | 10.3            |

 *Rozehraná sezóna - údaje k 20.1.2007 